# 4-Amino-1-butanol
4-Amino-1-butanol ist eine chemische Verbindung aus der Gruppe der Aminoalkohole.

## Gewinnung und Darstellung
4-Amino-1-butanol kann durch eine zweistufige Reaktion gewonnen werden. Es entsteht durch katalytische Isomerisierung von 2-Buten-1,4-diol zu einem Gemisch aus 4-Hydroxybutyraldehyd (oder 4-Hydroxybutanal) und 2-Hydroxytetrahydrofuran sowie anschließende aminierende katalytische Hydrierung dieses Gemisches.

## Eigenschaften
4-Amino-1-butanol ist eine farblose Flüssigkeit, die mischbar mit Wasser ist.

## Verwendung
4-Amino-1-butanol ist ein nützliches Zwischenprodukt in einer Vielzahl von organischen Synthesen. Es wird hauptsächlich in Körperpflegeprodukten, bei der Herstellung von wasserlöslichen kationischen Flockungsmitteln und Ionenaustauscherharzen sowie bei der Herstellung von Beta-Lactam-Antibiotika verwendet. Es wird zur Herstellung von effizienten anionischen Emulgatoren, nichtionischen Polyethylen-Emulsionen, zur Wasseraufbereitung, Metallbehandlung und Absorption von Kohlendioxid-Gas verwendet. Es wird als Pigment-Dispergierhilfe und Härter in ausgewählten Textil-Harzen verwendet.